# 노란눈펭귄
노란눈펭귄(yellow-eyed penguin, megadyptes antipodes) 또는 호이호(hoiho)는 뉴질랜드의 펭귄이다. 과거에 쇠푸른펭귄(Eudyptula minor)과 관련되어 있다고 생각되었으나, 분자 연구에 따라 왕관펭귄속의 펭귄과 더 밀접한 관련이 있음이 입증되고 있다. 기타 펭귄들처럼 주로 물고기를 먹는다.
이 종들은 스튜어트섬, 오클랜드제도, 캠벨제도, 그리고 뉴질랜드의 사우스아일랜드의 동부, 남동부 해안선을 따라 새끼를 낳는다. 오타고반도의 군집은 인기있는 관광 명소이며 방문객들은 버드 하이드, 참호, 땅굴에서 펭귄을 가까이 관찰할 수 있다.
뉴질랜드 대륙에서 이 종들은 지난 2년 간 상당한 개체수 감소를 보였다. 오타고제도에서 그 수는 1990년대 중순 이후 75%의 감소율을 보였으며, 개체수 경향을 보면 향후 20~40년 내에 지역 절멸의 가능성이 있다. 현재 바다 온도의 상승에 관한 영향이 연구되고 있으나 2000년대 중순 전염병 발생이 상당한 개체수 감소에 영향을 주었다. 종의 하향 추이에 더 큰 영향이 없을 경우 바다에서의 인간 활동(어업, 오염)이 동일한 영향을 미칠 수 있다.

## 개요
키는 62–79 cm (24–31 in)의 중간 크기의 펭귄(4번째로 큰 펭귄)이다. 몸무게는 해를 거치면서 다양한데, 가장 무거운 놈은 털갈이 직전 5.5~8kg에 이르며, 그리고 털갈이 이후의 최소 몸무게는 3~6 kg에 이른다. 수컷은 암컷보다 더 큰 편이다.